# Alma maldita
Alma maldita o alma condenada es un busto realizado en 1619 por Gian Lorenzo Bernini. Como escribió Rudolf Wittwoker, la estatua se conserva en el Palacio de España de Roma, sede de la embajada española ante la Santa Sede, también conocido como Palacio Monaldeschi.
El artista Massimiliano Soldani-Benzi realizó una copia del busto en bronce, entre 1705 y 1707, que pertenece a la colección Liechtenstein. 
Una expresión tan incisiva y violenta no había sido nunca expresada en el mundo del arte antes de la tentativa de Bernini. Esta obra se contrapone a otro busto, el del alma bendita: las dos esculturas juntas, de hecho, son el ejemplo de las almas condenadas a la maldición eterna y de las almas buenas de los benditos. Alma condenada representa a un joven oprimido por el tormento que mira hacia abajo, como si estuviera observando, y a la vez sintiendo, los horrores del infierno.
Recientes estudios han sugerido, sin embargo, que puede no tratarse de la representación de un sujeto cristiano, sino de un sátiro.
La expresión se caracteriza por sus ojos abiertos, sus cejas altas y la boca bien abierta: todos estos atributos confieren al rostro de la joven alma una expresión mezcla de sorpresa y de terror.